# Nemoria penthica
Nemoria penthica là một loài bướm đêm trong họ Geometridae.